# 玉田弘毅
玉田弘毅（たまだ ひろたけ、1926年11月29日 - 2015年11月22日）は、日本の法学者。専門は、民法学・物権法。特に共同所有の法理・マンション関係法・区分所有法。弁護士。明治大学名誉教授。

## 来歴
北海道旭川市出身。千葉県立千葉中学校卒業。1949年明治大学予科卒業。1951年司法試験合格。1952年明治大学法学部法律学科(旧制)卒業。司法修習生を経て、1954年弁護士登録。尾中勝也法律事務所入所。1955年同法律事務所を退所し、明治大学法学部助手。1957年明治大学法学部専任講師に就任。1960年助教授。1965年教授。1982年法学部長(～1984年)。1984年明治大学評議員（～1988年）。1996年明治大学定年退職。同名誉教授。清和大学法学部教授。2003年清和大学退職。清和大学法学部非常勤講師(～2010年)。
この他、財団法人マンション管理センター理事(1985年-2001年)、マンション管理士試験委員などを歴任。
平成27年11月22日、死去。享年88。

## 主要著書
- 『物権法論』（啓文社 1962年初版・1963年改訂）
- 『建物区分所有権法』森泉章, 半田正夫と共編（一粒社 1975年）
- 『マンションの法律』（編著 一粒社 1978年初版・1991年第4版）
- 『建物区分所有法：現在的状況とその分析』（住宅新報社 1980年）
- 『住宅私法の研究』（一粒社 1982年）
- 『ケーススタディ土地の有効活用：ビル事業のノウハウ』蒲池紀生と共編（有斐閣 1989年）
- 『民法小辞典』（編著 住宅新報社 1992年初版・2009年3訂版）
- 『区分所有法入門 マンションビジネス必須知識』（東京法令出版 1996年初版・2002年改訂新版）
- 『高齢化社会の法律・経済・社会の研究』入江信子, 吉田忠雄, 安蔵伸治と共著（信山社出版 1996年）
- 『マンションの裁判例』米倉喜一郎と共編（有斐閣 1997年初版・1999年第2版）
- 『私たちの生活と法』野上修市、山下輝彦、藤本公明と共編（成文堂 2002年初版・2006年補訂版）
- 『マンション管理方式の多様化への展望』大杉麻美、冨田路易、齊藤広子と共著（大成出版社 2009年）